# Новосибирский дендропарк
Новосибирский дендропарк — дендрарий в  Заельцовском районе Новосибирска. Основан в 1946 году. Площадь — 166,6 га. Особо охраняемая природная территория.

## История
В 1946 году на территории Заельцовского бора был создан Центральный ботанический сад, первоначально он входил в состав Западно-Сибирского филиала АН СССР.
Летом 1947 года здесь уже культивировалось свыше 1000 растительных видов.
В 1953 году начали создавать уникальную коллекцию из 300 видов растений, некоторые из которых были занесены в Красную книгу. На участке в 20 гектаров были устроены экспозиции травянистых растений, дендрарий и георгинарий.
В 1964 году ботанический сад из Заельцовского района перенесли в Новосибирский Академгородок.

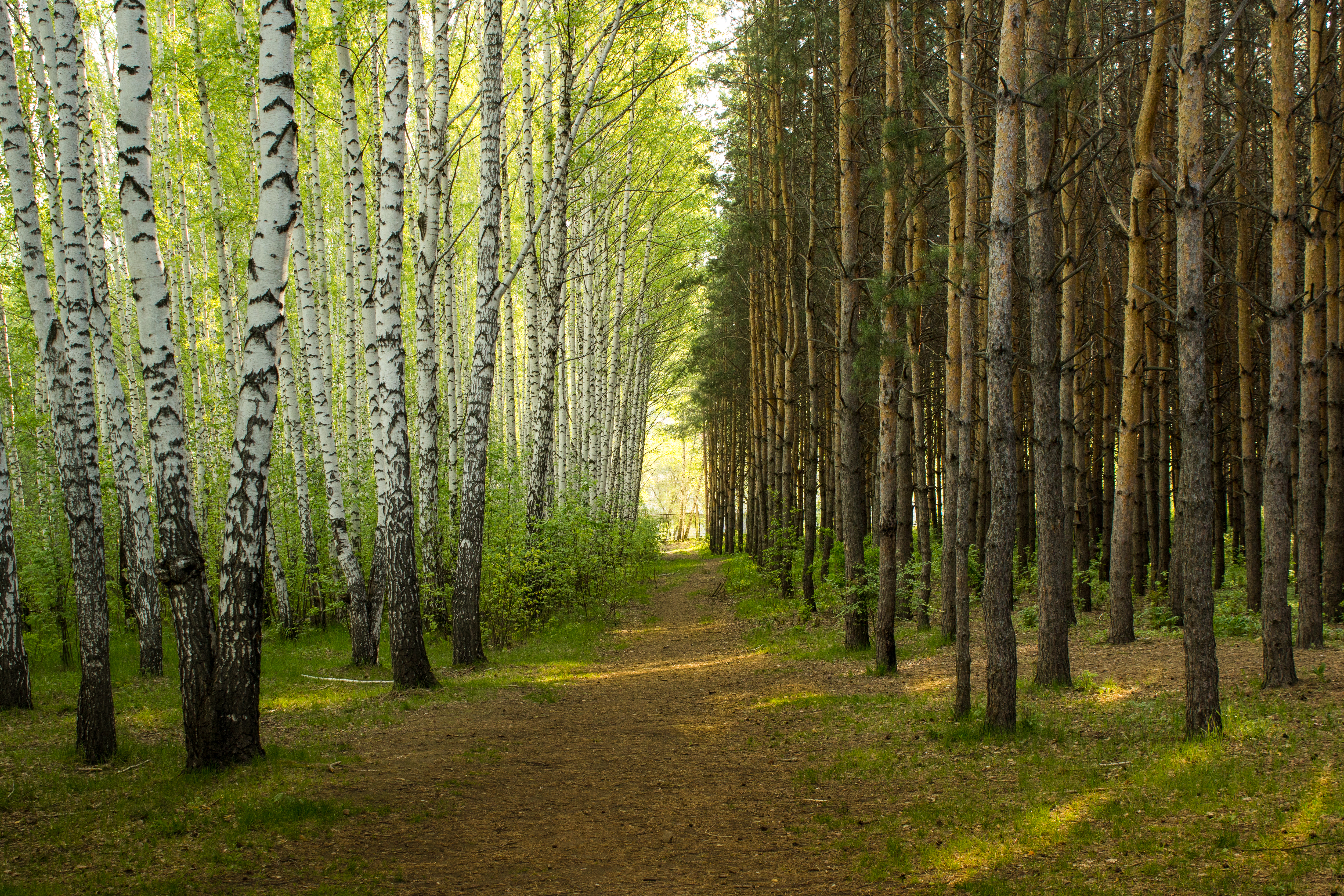
Аллея в дендрологическом парке.

В 1974 году территория была передана в управление Новосибирского лесхоза, здесь организовали Ботаническое лесничество.
В 1997 году на территории бывшего ботанического сада создали памятник природы областного значения — «Дендрологический парк».
В 2005 году был официально прекращён уход за дендропарком, его территория пришла в запустение.
В 2013 году дендрарий перешёл в ведение департамента лесного хозяйства Новосибирской области, за парком был возобновлён уход: очищены аллеи, посажена газонная трава и т. д.

## Виды растений
Со временем количество растений в дендропарке заметно уменьшилось. Из 375 произраставших здесь видов сохранилось только 104.
Кроме видов, встречающихся в Западной и Восточной Сибири, в коллекции дендрария есть кустарники и деревья из Японии, Западной Европы, Северной Америки, Дальнего Востока и Средней Азии.

## Организации
На территории дендропарка расположен Западно-Сибирский филиал Института леса СО РАН (ул. Жуковского, 100/1).